# Hinduismo en Guyana

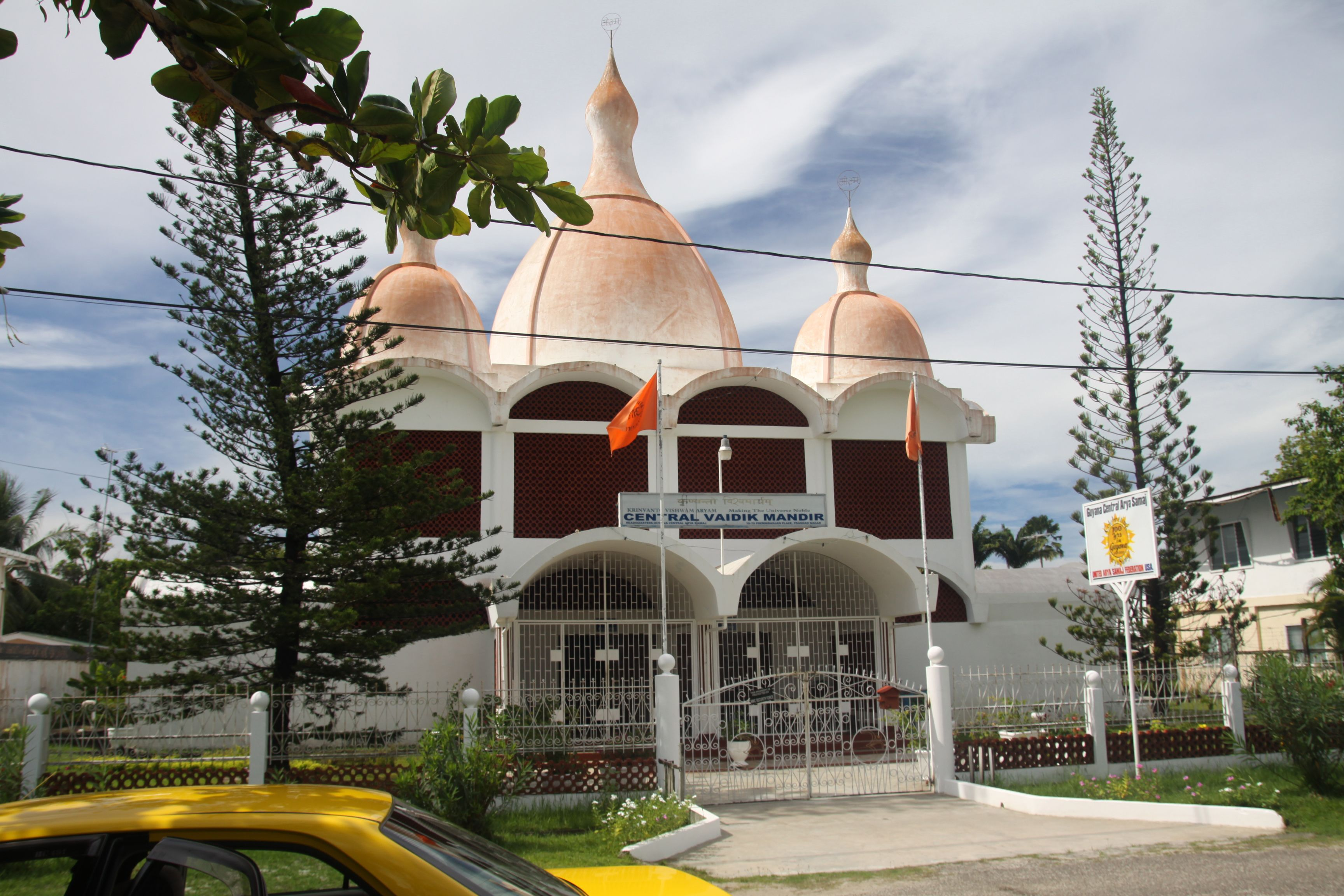
Templo hinduista en Georgetown (Guyana).

El hinduismo es la religión del 24,8 % de la población de Guyana, siendo la segunda religión más practicada en el país después del cristianismo. Guyana tiene el mayor porcentaje de hinduistas en el hemisferio occidental.

## Historia
Después de la Ley de abolición de la esclavitud de 1833 en el Imperio británico, la necesidad de mano de obra llevó al reclutamiento de indios en Guyana y otros territorios británicos de las Indias Occidentales. A su llegada, los nuevos trabajadores tuvieron que adaptarse a las condiciones tropicales extremas, junto con sus nuevos contratos y condiciones de trabajo. Entre 1835 y 1918, se importaron 341.600 trabajadores por contrato a la entonces Guayana británica desde la India.
A partir de 1852, los misioneros cristianos intentaron convertir a los indios orientales durante el período del contrato, pero esto tuvo poco éxito. Cuando los misioneros cristianos comenzaron a hacer proselitismo, los brahmanes comenzaron a administrar ritos espirituales a todos los hinduistas, independientemente de su casta. Esto condujo al colapso del sistema de castas allí.
A fines de la década de 1940, los movimientos de reforma llamaron la atención de muchos hindúes guyaneses. En 1910, Arya Samaj llegó a Guyana. La doctrina de Samaj rechaza la idea de casta y el papel exclusivo de los brahmanes como líderes religiosos. El movimiento predica el monoteísmo y la oposición al uso de imágenes en la adoración, así como muchos rituales hindúes tradicionales. Después de la década de 1930, las conversiones de hinduistas al cristianismo disminuyeron porque el estado del hinduismo mejoró y la discriminación contra sus adeptos disminuyó.
Los seguidores de Arya Samaj a menudo no se llevaban bien con los sanātanīs (hindúes ortodoxos). La prominencia de estas diferencias disminuyó.

## Demografía
El hinduismo ha estado disminuyendo durante muchas décadas. En 1980, el 35,7 % de la población de Guyana adhería al hinduismo, disminuyendo al 35,0 % en 1991, al 28,4 % en 2002 y al 24,8 % en 2012.